# Wola Mąkolska
Wola Mąkolska [pronunciación en polaco: /ˈvɔla mɔŋˈkɔlska/] es un pueblo ubicado en el municipio (gmina) de Głowno, en el distrito de Zgierz, voivodato de Łódź (Polonia). Según el censo de 2011, tiene una población de 447 habitantes.
Está situado aproximadamente a 10 kilómetros al oeste de Głowno, a 19 kilómetros al noreste de Zgierz y a 24 kilómetros al norte de la capital regional, Łódź.